# محمد صالح باوندي
محمد صالح باوندي (بالإنجليزية: M. Salah Baouendi)‏ ولد في 12 أكتوبر 1937 في تونس العاصمة وتوفي في 24 ديسمبر 2011 في لاهويا في كاليفورنيا، هو رياضياتي تونسي-أمريكي، اشتغل كأستاذ فخري في جامعة كاليفورنيا (سان دييغو).

## السيرة الذاتية
تتركز أبحاث محمد صالح باوندي على المعادلات التفاضلية الجزئية وحساب التفاضل والتكامل متعدد المتغيرات المركبة (Several complex variables). 

تحصل محمد صالح باوندي على شهادة الباكالوريا من المدرسة الصادقية، انتقل إثرها إلى فرنسا أين تحصل على شهادة ليسانس من السوربون سنة 1961. تحصل فيها على تمويل من الحكومة التونسية، ولكن هذة الأخيرة فرضت عليه العودة إلى تونس ليصبح معلما، ثم تدخل لوران شفارتز ليعيده بعد مدة لاستكمال دراساته العليا في فرنسا. 

ناقش أطروحته وتحصل عليها سنة 1967 في جامعة باريس الجنوبية تحت إشراف برنار مالغرانج، وكان عنوانها Sur une classe d'opérateurs elliptiques dégénérés (على فئة لمشغلي بيضاوي الشكل المنحلة). 

في 1968، أصبح باوندي أستاذا مشاركا في جامعة تونس، ثم رحل في 1970 إلى فرنسا أين عمل فترة قصيرة في جامعة نيس صوفيا انتيبوليس، قبل أن يغادر سنة 1971 إلى الولايات المتحدة.

كانت أول جامعة أمريكية عمل فيها باوندي في الولايات المتحدة هي جامعة بيردو. أثناء عمله هناك، تم ترقيته إلى أستاذ كامل في 1973، قبل أن يصبح مدير قسم بين 1980 و1987. في نفس الوقت، اشتغل كأستاذ زائر في كل من جامعة بيير وماري كوري وجامعة شيكاغو وجامعة روتجرز. أصبح أستاذا فخريا في جامعة كاليفورنيا (سان دييغو) في 1988 (أنهى عمله في جامعة بيردو في 1990. شارك في تأسيس مجلتين إثنتين وهما Communications in Partial Differential Equations وMathematical Research Letters.

هو متزوج من الرياضياتية ليندا برايس روتشيلد.

## الجوائز
- 1969: جائزة أومال (Prix d'Aumale) من الأكاديمية الفرنسية للعلوم.
- 1974: ضيف متحدث في المؤتمر الدولي لعلماء الرياضيات المنعقد في فانكوفر.
- 2003: جائزة ستيفان بيرغمان بالتشارك مع زوجته ليندا برايس روتشيلد من مجتمع الرياضيات الأمريكي.[7][8]
- 2005: لقب زميل (fellow) في الأكاديمية الأمريكية للفنون والعلوم.[2][7]